# 金属量
金属量（きんぞくりょう、metallicity）とは天文学で、天体に含まれる水素・ヘリウム以外の元素の割合を指す。天文学では、ヘリウムよりも原子番号の大きな元素は「金属 (metal)」または「重元素 (heavy element)」と呼ばれる。
天体の金属量はその天体の形成時期の指標となる。ビッグバンモデルによれば、誕生直後の宇宙にはほぼ水素原子のみが存在し、その後ビッグバン元素合成の過程によってヘリウムとごくわずかのリチウムが生成された。そのため、宇宙の最初期に生まれた最も古い恒星（初代星または種族IIIとして知られる）は金属量が非常に小さい。その後宇宙の進化が進むと、恒星内部での元素合成によって作られた重元素が星の進化に伴って惑星状星雲や超新星となって星間物質に戻され、宇宙全体の重元素量や恒星の金属量は次第に増加することになる。よってこのような重元素の多い星間物質から星形成によって生まれた新しい恒星は金属量が多い。
恒星の金属量 Z は、その質量に占める水素とヘリウム以外の元素の割合として定義される。従って、水素の質量比 X、ヘリウムの質量比 Y との間に
{\displaystyle X+Y+Z=1}
という関係を持つ。太陽の金属量は約1.34%である（X=0.7381, Y=0.2485, Z=0.0134）。太陽以外の恒星の金属量はしばしば [Fe/H] という指標で表される。これはその恒星に含まれる鉄と水素の存在量比を太陽における鉄と水素の存在比と比較してその比率を常用対数で示したものである。すなわち、
{\displaystyle {\rm {[Fe/H]}}=\log {\frac {({\rm {Fe/H}})_{\rm {star}}}{({\rm {Fe/H}})_{\rm {Sun}}}}=\log({\rm {Fe/H}})_{\rm {star}}-\log({\rm {Fe/H}})_{\rm {Sun}}}
となる。よって太陽と金属量が同じ星では [Fe/H] = 0 であり、[Fe/H] = +1 の星は金属量が太陽の10倍であることを意味する。太陽のような若い種族Iの星は、宇宙全体の重元素が少ない時代に作られた老齢の種族IIの星に比べて金属量がかなり大きい。種族IIIと呼ばれる宇宙で最初に生まれた恒星は、もし存在するとすれば [Fe/H] が -6.0 以下である（すなわち、鉄の含有量が太陽の100万分の1以下である）と見積もられている。2006年現在、種族IIIの恒星は発見されていない。
我々の銀河系の中では、金属量は銀河中心部でより高く、銀河系の辺縁部へ向かうにつれて減少する。この金属量の勾配は銀河中心部の恒星の密度に原因がある。銀河中心部にはより多くの恒星が存在するため、結果的に銀河系の寿命全体にわたってより多くの重元素が星間物質に還元され、新たな星として再び誕生しているためである。同様のしくみによって、大きな銀河は小さな銀河に比べてより高い金属量を示す傾向にある。銀河系の周囲を回る二つの小さな不規則銀河であるマゼラン雲の場合、大マゼラン雲の金属量は銀河系の約40%で、小マゼラン雲の金属量は銀河系の約10%である。